# Mniobia granulosa
Mniobia granulosa is een raderdiertjessoort uit de familie Philodinidae. De wetenschappelijke naam van deze soort is voor het eerst geldig gepubliceerd in 1940 door Bartoš.